# Documents

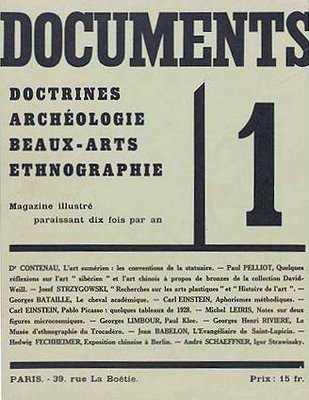
Copertina del n. 1

Documents è stata una rivista, pubblicata fra il 1929 (7 numeri) e il 1930 (8 numeri), fondata dal filosofo francese Georges Bataille (segretario generale) con Carl Einstein (che ne fu direttore) e Georges Henri Rivière (fondatore del Musée national des arts et traditions populaires che ha diretto dal 1937 al 1967).

## Storia e collaborazioni
Il primo numero aveva come sottotitolo "doctrines, archéologie, beaux-arts, ethnographie"  e si presentava come rivista illustrata con il programma di uscire con dieci numeri l'anno. Ne uscirono invece 15 numeri in tutto.
L'idea nacque dall'incontro tra Georges Bataille e Pierre d'Espezel al Cabinet des médailles della Biblioteca nazionale di Francia dove lavoravano entrambi. Georges Bataille era considerato un numismatico promettente e il secondo era nella redazione di diverse riviste specializzate e conosceva Georges Wildenstein, mercante di quadri antichi e finanziatore di avventure surrealiste, che coinvolse a finanziare la rivista.
Il nome della rivista fu proposto da Georges Bataille. Pierre d'Espezel gli scrisse: "Il titolo scelto è giustificato quasi solo dal fatto che fornisce documenti sul vostro stato d'animo; che è molto, ma non è abbastanza". Comunque non fu cambiato. Bataille la considerava una "macchina da guerra contro le idee già pronte".
Bataille, che era stato alla École des chartes, diede alla raccolta del materiale una direzione nuova: tutti gli elementi contribuiscono a connessioni di pensiero inaspettate: fotografie a volte sorprendenti, taccuini e pagine sparse (di Ingres, Delacroix, Seurat), riproduzioni (di Picasso, Matisse, Gaston-Louis Roux, ecc.) e molte storie e fotografie etnografiche, ma anche scritti di jazz, numismatica, archeologia ecc.
Vi si trovano opere di Michel Leiris (che vi fu da un certo punto segretario di redazione), André Masson, Joan Miró, Duke Ellington, Robert Desnos, Henri-Charles Puech, Eli Lotar, Fernand Léger, Juan Gris, Jacques-André Boiffard, Simon Arbellot, André Schaeffner, Marcel Griaule, Georges Monnet e altri.
È stato scritto che l'unità di intenti di Bataille con Ėjzenštejn e Warburg risulta evidente considerando che la «pratica del montaggio figurativo, messo in atto da Bataille in tutte le pagine di Documents ricorda la pratica del montaggio “afasico” delle tavole iconografiche di Mnemosyne», l'atlante di Aby Warburg, e la collaborazione del regista sovietico il quale, pur non essendovi «alcuna traccia evidente (...) fu lui a fare, su richiesta di Bataille e dei suoi amici, un montaggio di immagini».

## Edizioni in volume
- (FR)  Georges Bataille, Documents, a cura di Bernard Noël, Paris: Mercure de France, 1968
- Georges Bataille, Documents (scelta), trad. di Sergio Finzi, Bari: Dedalo, 1974, 2009 ISBN 9788822031013
- (FR)  Documents, réédition intégrale de la revue, prefazione di Hubert Juin, Paris: Jean-Michel Place, 1991 ISBN 2858931461